# PostScript encapsulado
PostScript encapsulado, o EPS, es un formato de archivo gráfico. Un archivo EPS es un archivo PostScript que satisface algunas restricciones adicionales. Estas restricciones intentan hacer más fácil a programas de software el incluir un archivo EPS dentro de otro documento PostScript.
Como mínimo, un archivo EPS contiene un comentario BoundingBox (bordes de la caja), describiendo el rectángulo que contiene a la imagen. Muchas aplicaciones pueden utilizar esta información para distribuir elementos en una página, incluso si son incapaces de interpretar el PostScript contenido en el archivo.

## Previsualizaciones EPS
Los archivos EPS frecuentemente incluyen una previsualización del contenido, para mostrar en pantalla. La idea es permitir una visualización simple del resultado final en cualquier aplicación que pueda dibujar un mapa de bits. Sin esta visualización las aplicaciones deberían renderizar los datos PostScript (PS) del archivo, lo cual estaba fuera de las posibilidades de la mayoría de máquinas hasta hace poco. En mayor medida convierte esa previsualización en espacios vectoriales para poder realizar el diseño gráfico del documento.
En las primeras implementaciones en Apple Macintosh esta previsualización se guardaba en un archivo separado de los datos Postcript, pero relacionados entre sí (Resource fork y data fork respectivamente). Este sistema era dependiente del sistema de ficheros de Mac y cuando se quiso implementar en otros sistemas operativos como Windows, Adobe eligió incluir la previsualización en la cabecera del archivo. Esto puede causar problemas si el dispositivo de impresión no puede extraer sólo los datos PostScript, ignorando esta cabecera.